# متروکه (فیلم ۲۰۱۵)
متروکه (به انگلیسی: The Abandoned) فیلمی ترسناک محصول ۲۰۱۵ آمریکا به کارگردانی ایتان راک اوی
و نوشته شده توسط Ido Fluk است. این فیلم برای اولین بار در جشنواره فیلم لس آنجلس در ژوئن ۱۳، ۲۰۱۵ منتشر شد.

## داستان
جولیا زن جوانی که دچار اختلال روانی است به عنوان یک نگهبان شیفت شب در یک ساختمان متروکه توسط سر نگهبان دیکسون استخدام می‌شود تا بتواند از دخترش کلارا حمایت کند. تنها همکار او مردی معلول به نام کوپر است که تمام عمرش را به نگهبانی از این ساختمان از زمانی‌که تأسیس شده مشغول بوده‌است. در اولین شب شیفت جولیا، هنگامیکه در حال گشت زنی بود نجواهای عجیبی از اتاق ۴۴١می شنود، منتها کوپر هر چیز غیرعادی در ان اتاق را انکار می‌کند و مساله قفل بودن در را به نیمه تمام بودن ساختمان در ان ناحیه ارتباط می‌دهد. بعد از گذشت مدتی یک مرد بی‌خانمان به نام جیم سعی در وارد شدن به ساختمان را دارد، کوپر مخالف ورود اوست، در حالیکه جولیا به او اجازه ورود می‌دهد تحت این شرط که تجسس نکند. جولیا در وسایل جیم یک تبر پیدا می‌کند و به وسیله آن قفل در اتاق ۴۴١ را می شکند. اما در پشت در راهرویی طویل را می یابد که به یک خوابگاه منتهی می‌شود. جیم هم به دنبال جولیا راه می افتد و وارد راهروی اتاق می‌شود، جولیا در آنجا با چهره‌های غیرعادی بچه‌ها مواجه می‌شود. جولیا از کوپر کمک می‌خواهد و او به کمکش میشتابد، منتها جیم در خوابگاه تنها می ماند و توسط یک دختربچه بلوند کشته می‌شود. جولیا با سرچ در اینترنت متوجه می‌شود که اتاق ۴۴١ در حقیقت یک مرکز نگهداری از کودکان غیرعادی و معلول ذهنی بوده‌است. که به دلیل بدرفتاری‌هایی که با کودکان شده، آن مرکز تعطیل شده‌است. جولیا سعی دارد تا با مطابقت دادن ویدیو با اتاق ۴۴١ کوپر را متقاعد کند که این همان مرکز تعطیل شده است، اما کوپر این مساله را نمی‌پذیرد. کوپر از داخل کیف جولیا قرصهای مربوط به بیماری‌های روانی پیدا می‌کند و به دستان جولیا در اتاق کنترل دستبند میزند و خود به اتاق ۴۴١ میرود تا در اتاق را ببندد. اما ویلچر او می شکند و او به خوابگاه هدایت می‌شود جاییکه بچه‌های غیرعادی او را احاطه می‌کنند. جولیا دستبند خود را توسط تبر داخل کیس آتش نشانی میشکند و به دنبال کوپر راهی اتاق مرموز می‌شود، در آنجا پسر بچه‌ای لپ گلی می بیند که به او جزئیات بیشتری در مورد خوابگاه می‌دهد. پسر بچه لپ گلی توضیح می‌دهد که چهار تا از بچه‌های خوابگاه در حال فرار بودند که گرفتار مأموران می‌شوند و به اتاقی که منبع آب غیر سالمی داشت برده می‌شوند، تا زمانی‌که جرایم مرکز نگهداری آشکار می‌شود سه تا از کودکان می میرند و فقط یکنفر از آن‌ها زنده می ماند. جولیا یکباره دخترش کلرا را در منبع آب میبیند که در حال غرق شدن است و خود را به داخل آب می اندازد تا او را نجات دهد، اما خودش در حال غرق شدن بود که کوپر به قیمت جان خود، جولیا را نجات می‌دهد. جولیا به سمت در خروجی میرود در آنجا با دختر بلوند که صورت غیرعادی داشت مواجه می‌شود و او را در آغوش می‌گیرد و از او می‌خواهد که بگزارد او برود. در سکانس آخر فیلم جولیا بر روی تخت بیمارستان است و معلوم می‌شود که تمام اتفاقات در ذهن او رخ داده است. جولیا در حقیقت دختر بچه بلوند با صورت غیرعادی است که همان دختر نجات یافته از مرکز نگهداری است. و پدر او کوپر در کنار تختش به دخترش نگاه می‌کند و عروسک او کلارا در کنارش خوابیده است. دیکسون دکتر جولیا است و جیم بیمار اتاق بغلی جولیا است. در آخرین صحنه جولیا مرده است. .